# Шаганов Олександр Олексійович
Олександр Олексійович Шаганов (4 березня 1965, Москва) — радянський і російський поет-пісняр, автор слів відомих естрадних пісень. Інженер і звукорежисер, співак. Фігурант бази даних сайту «Миротворець» з формулюванням: «Свідоме порушення державного кордону України. Участь у пропагандистських акціях в окупованому Росією Криму».

## Життєпис
У 1987 році закінчив Московський державний електротехнічний інститут зв'язку . Працював інженером електрозв'язку «Мостелефонбуду», оператором звукозапису студії «Звук», виступав з концертами як співак.

## Творчість
Популярність до Олександра Шаганова прийшла разом з піснею «Владимирская Русь» на музику Дмитра Варшавського гурту «Чёрный кофе» у 1986 році на хвилі інтересу вітчизняної аудиторії до хард-року і хеві-металу .
У 1987 році з вокалістом Миколою Расторгуєвим і композитором Ігорем Матвієнко засновує гурт «Любе», для якого пише тексти їх найбільш популярних пісень.
З 1989 року активно працює з Дмитром Маліковим .
Пісні, написані на слова Олександра Шаганова, виконували: Алла Пугачова , Софія Ротару, Людмила Зикіна, Олександр Барикін, Тетяна Овсієнко, Діма Білан, Алсу, Олександр Маршал, Олексій Глизін, Катя Лель, Аніта Цой, Наталія Ветлицька, В'ячеслав Малежик, Вадим Казаченко, Нікіта, Данко, Влад Сташевський, Олександр Кальянов, Женя Бєлоусов, Сергій Чумаков, Володимир Асімов, Євген Куликов, Олександр Рибкін, Олексій Горбашов, Олександр Лук'янов, Наталія Лапіна, В'ячеслав Ольховський , Олексій Гоман, Ігор Слуцький, Ігор Романов, Сергій Челобанов, Вадим Байков, Клементія, Таня Матвєєва, Олег Макін, Олена Славіна та гурти «Тяжелый день», «Иванушки International», «На-На», «Рондо», " Фабрика ", «Куприянов», «Ключи», «Мельница», «25/17», «Романтики», «Гуляй Поле», «Як-40», «Класс», «Стайер», «Д. Ж. А.» та інші.
Виконання власних пісень знайшло відображення у випуску Шагановим сольних альбомів.
Вийшли збірки віршів «Станція Таганська», «Хлопці нашого двору».
Лауреат національної премії «Овація» (1992), премії імені Валентина Катаєва (журнал «Юність», 1996).
У 2007 році видавництво «Центрполиграф» випустило книгу Олександра Шаганова «Я Шаганов по Москві» .

## Дискографія
| Рік  | Назва         | Лейбл                               |
| ---- | ------------- | ----------------------------------- |
| 1992 | Листопад      | магнітоальбом                       |
| 1995 | Пой, братишка | Pavlin Records                      |
| 2002 | Кавалер       | Продюсерський центр Ігоря Матвієнко |
| 2013 | Катька        | 'CD Land'                           |

## Пісні
Олександр Шаганов написав вірші ряду відомих пісень.
- Владимирская Русь, 1985 (виконуваа гурт Чёрный кофе);[3]
- Осторожней сталкер (вик. гурт «Союз» альбом «Красный свет» 1989);
- Стрелы (вик. гурт «Союз» альбом «Красный свет» 1989);
- Диктатор (вик. гурт «Союз» альбом «Красный свет» 1989);
- Племена (вик. гурт"Союз" альбом «Красный свет» 1989);
- Красный свет (вик. гурт «Союз» альбом «Красный свет» 1989);
- Солдаты судьбы (вик. гурт «Союз» альбом «Красный свет» 1989);
- Батька Махно, 1989 (вик. Любе);[4]
- Атас!, 1989 (вик. Любэ);[4]
- Не валяй дурака, Америка, 1990 (вик. Любэ);
- Сторона родная, 1990 (вик. Дмитро Маліков);[5]
- Бедные голуби, 1990 (вик. Євгеній Куликов та гурт «Куликово поле»);
- Девчонка-девчоночка, 1991 (вик. Женя Бєлоусов);
- Не обижай, жених, 1991 (вик. Сергій Чумаков);
- Конь, 1994 (вик. Любэ);[6]
- Младшая сестрёнка, 1994 (вик. Любэ);[6]
- Комбат, 1995 (вик. Любэ);[7]
- Тучи, 1996 (вик. Иванушки International);[8]
- Ребята с нашего двора, 1997 (вик. Любэ);[9]
- Свитерок, 1997 (вик. Софія Ротару)
- Скворцы, 1997 (вик. Любэ);[9]
- Кукла, 1997 (вик. Иванушки International);
- Вечерочки-вечерки, 1998 (вик Влад Сташевський)
- Огни, 1998 (вик. Катя Лель)
- Там, за туманами, 1998 (вик. Любэ);[9]
- Однажды, 1999 (вик. Нікіта)
- Малыш, 1999 (вик. Данко)
- Ветер-ветерок, 2000 (вик. Любэ);[10]
- Солдат, 2000 (вик. Любэ);[10]
- Безнадёга точка ru, 2002 (вик. Иванушки International)
- Домой, 2002 (Любэ)
- От Волги до Енисея, 2005 (вик. Любэ);[11]
- Верка, 2009 (вик. Любэ);[12]
- А заря, 2009 (вик. Любэ);[12]
- Если…, 2009 (вик. Любэ);[12]
- Волкодав 2009 (вик. Мельница)
- Просто любовь, 2012 (вик. Любэ, Корни, In2Nation);[13]
- Всё зависит от Бога и немного от нас, 2014 (вик. Любэ);[13]
- Жить у співавторстві з В. Селезньовим, І. Матвієнко, Д. Поллиєва та Тіматі. Виконує супергрупа з 27 російських музикантів, 2016.